# Sci alpino ai XV Giochi olimpici invernali - Discesa libera maschile
Tra le competizioni dello sci alpino ai XV Giochi olimpici invernali di Calgary 1988 la discesa libera maschile si disputò lunedì 15 febbraio sulla pista Men's Olympic Downhill di Nakiska; gli svizzeri Pirmin Zurbriggen e Peter Müller vinsero rispettivamente la medaglia d'oro e quella d'argento, il francese Franck Piccard quella di bronzo. La gara era originariamente in programma il 14 febbraio; fu rinviata a causa delle avverse condizioni meteorologiche.
Detentore uscente del titolo era lo statunitense Bill Johnson, che aveva vinto la gara dei XIV Giochi olimpici invernali di Sarajevo 1984 disputata sul tracciato di Bjelašnica precedendo Müller (medaglia d'argento) e l'austriaco Anton Steiner (medaglia di bronzo); il campione mondiale in carica era Müller, vincitore a Crans-Montana 1987 davanti a Zurbriggen e all'altro svizzero Karl Alpiger.

## Risultati
| Pos. | Pett. | Atleta                 | Nazione        | Tempo   | Distacco |
| ---- | ----- | ---------------------- | -------------- | ------- | -------- |
| 1    | 14    | Pirmin Zurbriggen      | Svizzera       | 1:59,63 |          |
| 2    | 1     | Peter Müller           | Svizzera       | 2:00,14 | +0,51    |
| 3    | 15    | Franck Piccard         | Francia        | 2:01,24 | +1,61    |
| 4    | 12    | Leonhard Stock         | Austria        | 2:01,56 | +1,93    |
| 5    | 21    | Gerhard Pfaffenbichler | Austria        | 2:02,02 | +2,39    |
| 6    | 9     | Markus Wasmeier        | Germania Ovest | 2:02,03 | +2,40    |
| 7    | 10    | Anton Steiner          | Austria        | 2:02,19 | +2,56    |
| 8    | 26    | Martin Bell            | Regno Unito    | 2:02,49 | +2,86    |
| 9    | 8     | Marc Girardelli        | Lussemburgo    | 2:02,59 | +2,96    |
| 10   | 13    | Danilo Sbardellotto    | Italia         | 2:02,69 | +3,06    |
| 11   | 28    | Shinya Chiba           | Giappone       | 2:03,16 | +3,53    |
| 12   | 3     | Daniel Mahrer          | Svizzera       | 2:03,18 | +3,55    |
| 13   | 25    | Hannes Zehentner       | Germania Ovest | 2:03,23 | +3,60    |
| 14   | 35    | Mike Carney            | Canada         | 2:03,25 | +3,62    |
| 15   | 16    | Atle Skårdal           | Norvegia       | 2:03,26 | +3,63    |
| 16   | 7     | Rob Boyd               | Canada         | 2:03,27 | +3,64    |
| 17   | 6     | Franz Heinzer          | Svizzera       | 2:03,36 | +3,73    |
| 18   | 11    | Felix Belczyk          | Canada         | 2:03,59 | +3,96    |
| 19   | 37    | Günther Mader          | Austria        | 2:03,96 | +4,33    |
| 20   | 24    | Hansjörg Tauscher      | Germania Ovest | 2:04,31 | +4,68    |
| 21   | 20    | Peter Dürr             | Germania Ovest | 2:04,32 | +4,69    |
| 22   | 30    | Steven Lee             | Australia      | 2:04,46 | +4,83    |
| 23   | 33    | Graham Bell            | Regno Unito    | 2:04,56 | +4,93    |
| 24   | 19    | Jan Einar Thorsen      | Norvegia       | 2:04,77 | +5,14    |
| 25   | 2     | Christophe Plé         | Francia        | 2:04,78 | +5,15    |
| 26   | 32    | A J Kitt               | Stati Uniti    | 2:04,94 | +5,31    |
| 27   | 18    | Lars-Börje Eriksson    | Svezia         | 2:05,02 | +5,39    |
| 28   | 27    | Jeff Olson             | Stati Uniti    | 2:05,09 | +5,46    |
| 29   | 43    | Peter Jurko            | Cecoslovacchia | 2:05,32 | +5,69    |
| 30   | 34    | Niklas Henning         | Svezia         | 2:05,52 | +5,89    |
| 31   | 17    | Igor Cigolla           | Italia         | 2:05,85 | +6,22    |
| 32   | 29    | Doug Lewis             | Stati Uniti    | 2:06,25 | +6,62    |
| 33   | 39    | Adrián Bíreš           | Cecoslovacchia | 2:06,34 | +6,71    |
| 34   | 36    | Katsuhito Kumagai      | Giappone       | 2:07,17 | +7,54    |
| 35   | 45    | Finn Christian Jagge   | Norvegia       | 2:07,64 | +8,01    |
| 36   | 51    | Silvio Wille           | Liechtenstein  | 2:07,77 | +8,14    |
| 37   | 38    | Boris Duncan           | Regno Unito    | 2:07,88 | +8,25    |
| 38   | 46    | Gregor Hoop            | Liechtenstein  | 2:08,50 | +8,87    |
| 39   | 47    | Robert Büchel          | Liechtenstein  | 2:08,66 | +9,03    |
| 40   | 44    | Niklas Lindqvist       | Svezia         | 2:09,41 | +9,78    |
| 41   | 40    | Nils Linneberg         | Cile           | 2:09,83 | +10,20   |
| 42   | 41    | Dieter Linneberg       | Cile           | 2:11,16 | +11,53   |
| 43   | 49    | Hubertus von Hohenlohe | Messico        | 2:12,58 | +12,95   |
| 44   | 48    | Jorge Birkner          | Argentina      | 2:14,20 | +14,57   |
| 45   | 50    | Javier Rivara          | Argentina      | 2:16,79 | +17,16   |
|      | 4     | Michael Mair           | Italia         | DNF     | DNF      |
|      | 23    | Luc Alphand            | Francia        | DNF     | DNF      |
|      | 31    | Bill Hudson            | Stati Uniti    | DNF     | DNF      |
|      | 42    | Peter Forras           | Australia      | DNF     | DNF      |
|      | 5     | Brian Stemmle          | Canada         | DSQ     | DSQ      |
|      | 22    | Philippe Verneret      | Francia        | DSQ     | DSQ      |

Legenda:

DNF = prova non completata

DSQ = squalificato

Pos. = posizione

Pett. = pettorale
Ore: 11.30 (UTC-7)

Pista: Men's Olympic Downhill

Partenza: 2 412 m s.l.m.

Arrivo: 1 538 m s.l.m.

Lunghezza: 3 147 m

Dislivello: 874 m

Porte: 40

Tracciatore: Heinz Stohl (Canada)